# Cetatea Nassau
Cetatea Nassau este azi o ruină renovată a cetății care se ridica pe o înălțime stâncoasă la 120 m deasupra râului Lahn în apropierea localității Nassau din landul Renania-Palatinat, Germania. Cetatea a fost reședința familiei nobiliare din Casa Nassau care erau înrudiți cu Casa de Orania din Olanda și cu prinții de Luxemburg.

## Istoric
Cetatea este amintită pentru prima oară în anul 1093 cu ocazia acordării titlui de conte lui Dudo von Laurenburg, documentul istoric fiind păstrat la mănăstirea Maria Laach. Deoarece autencitatea documentului n-a fost atestată, istoricii consideră că cetatea ar fi existat în timpul lui Ruprecht I. (Nassau)  (* 1090;- †  1154), care a dispus ca în anul 1124 cetatea să fie mărită. Cetatea Nassau se afla pe teritoriul Episcopiei de Worms, fapt care a dus la conflicte între familia nobiliară și clerul din Worms, ceartă care a fost aplanată de arhiepiscopul de Trier. Familia nobiliară a renunțat la cetate și a primit drept compensație feuda Nassau.